# Izhar Cohen
Izhar Cohen (hebreiska: יזהר כהן), född 13 mars 1951 i Tel Aviv, är en israelisk sångare.
Izhar Cohen har representerat Israel i Eurovision Song Contest två gånger; första gången 1978 då han tillsammans med gruppen Alphabeta framförde bidraget A-ba-ni-bi och vann. Andra gången var 1985 då han framförde bidraget Olé Olé och kom på 5:e plats med 93 poäng.
Cohen har deltagit ytterligare tre gånger i den israeliska uttagningen; 1982 med bidraget El ha'or (7:e plats), 1987 då han tillsammans med systern Vardina Cohen framförde bidraget Musica hi neshika la'netzach (5:e plats) och 1996 då han tillsammans med Alon Jan framförde bidraget Alpa'im (10:e plats).

## Diskografi
- Hidden Dreams (1976)
- Make A Little Love (1978)
- Promise (1985)
- Greatest Hits (1998)